# Smeđi patuljak
Smeđi patuljak je nebesko tijelo mnogostruko veće od planeta, ali ne dovoljno masivno da bi u svom središtu pokrenulo nuklearne reakcije. Za razliku od zvijezda koja energiju stvaraju fuzijom vodika i kasnije drugih elemenata, smeđi patuljci energiju stvaraju postupnim skupljanjem zbog jake gravitacijske sile, uz potpuno vodljivu površinu i unutarnjost bez kemijske diferencije po dubini. Na kraju, većina njih može ostvariti ograničenu fuziju, ovisno od mase. Takva tijela bi se mogla smatrati neuspjelim zvijezdama, nedovoljne mase.
Smatra se da je minimalna masa plina potrebna za nuklearnu reakciju oko 8 % mase Sunca. Smeđu patuljci su upravo ispod te granične mase, ali veće od onih plinovitih planeta. Masa smeđih patuljaka izražava se u masama planeta Jupitera, tj. kao MJ. Približno imaju masu 10-70 puta veću od Jupitera te površinsku temperaturu od približno 750 do 2200 Kelvina. Spomenuta ograničena fuzija odvija se kod smeđih patuljaka čija je masa barem 13 MJ, kada se fuzionira deuterijum. Smeđi patuljci s masom većom od 65 MJ također fuzioniraju litij.
Dijele se u nekoliko spektralnih razreda (M, L, T, Y).
Zanimljivo je kako im je promjer usporediv s promjerom planeta poput Jupitera. Zrače uglavnom u infracrvenom dijelu spektra.  

## Poveznice
- zvijezda
- nuklearna fuzija